# Мистер Картофельная голова

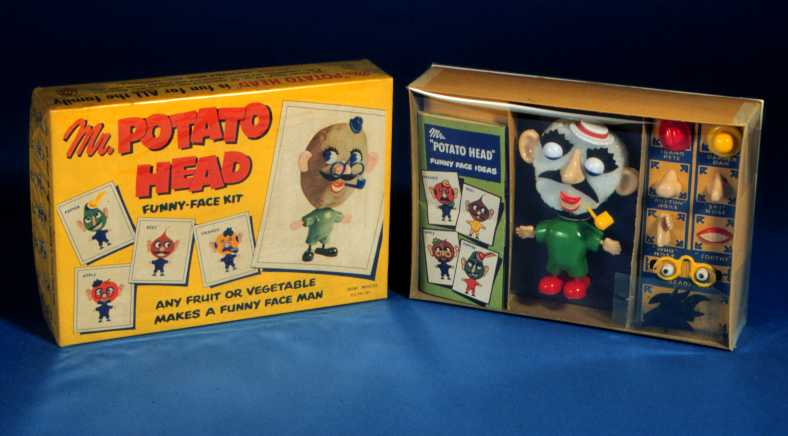
Мистер Картофельная, 1952

Мистер Картофельная голова (англ. Mr. Potato Head) — американская игрушка, которая представляет собой пластиковую картофелину, к которой прилагается множество аксессуаров. В классический комплект Мистера Картофеля входят глаза, уши, руки, ботинки, кепка, зубы, язык и усы, которые могут также служить бровями.
Эта игрушка появилась в 1949 году благодаря Джорджу Лернеру и впервые была выпущена в продажу компанией «Hasbro» в 1952 году. Мистер Картофель стал первой игрушкой, которую рекламировали на телевидении. Вначале игрушка состояла из отдельных пластмассовых частей с острыми наконечниками, которые можно было вставлять в обычную картофелину или другие овощи. Однако, руководствуясь соображениями безопасности, власти вынудили «Hasbro» отказаться от этой идеи и включить в комплект и саму «картофелину».
Через некоторое время Мистер Картофель обзавелся Миссис Картофель и множеством предметов роскоши, таких как автомобиль и пароход. Эта игрушка стала особенно знаменита благодаря своему появлению в франшизе «История игрушек».
В 1998 году у Мистера Картофеля появилось своё телешоу, но оно просуществовало один сезон. В калифорнийском Диснейленде можно пообщаться с огромным говорящим мистером Картофелем.

## История
В начале 1949-х годов в Бруклине Джорджу Лернеру пришла в голову идея вставлять маленькие части тела и лица во фрукты и овощи, чтобы создавать «забавных человечков со смешными рожицами». Лернер частенько брал картофелины с огорода своей матери и, используя множество других разных фруктов и овощей, делал кукол для своих маленьких сестрёнок. Эти куклы с картофельными головами, морковными носами и глазами из виноградин были предшественниками той самой игрушки, которая позже стала такой популярной.
Но вначале идея Лернера была принята в штыки — Вторая мировая война только-только закончилась и миллионы американцев ещё помнили о нехватке продуктов. Использовать в качестве игрушек картофель и другие овощи казалось им глупым и расточительным. Поэтому игрушечные компании не приняли изобретение Лернера. Несколько лет он пытался продать свою игрушку и, наконец, одна фирма согласилась распространять пластиковые части тела в качестве небольшого «подарка», который прилагался к коробками для завтраков.
Свою идею он продал всего за 5 тыс. долларов. Но в 1951 году Лернер презентовал своё изобретение на текстильной мануфактуре Генри и Мерила Хассенфелда, которые имели небольшой игрушечный бизнес под названием «Hassenfeld Brothers» (позднее это маленькое предприятие превратилось в «Hasbro»). Они быстро поняли, что эта игрушка резко выделяется на фоне того, что они выпускают, и выкупив права у продуктовой компании за 2 000 $, купили идею Лернера за 5 000 $. Ему предложили аванс в 500 $ и 5 % от каждой проданной игрушки. Игрушку назвали Мистер Картофельная голова и запустили в производство.
Официально днём рождения Мистера Картофеля считается 1 мая 1952 года. Игрушка стоила 0,98 $ и включала руки, ноги, уши, два рта, две пары глаз, четыре носа, три шляпы, очки, трубку и восемь кусочков ткани, из которых можно было делать волосы. Первый Мистер Картофель не продавался с картофельным телом, поэтому родители сами вручали своим детям клубни, чтобы они могли втыкать в них ручки и ножки. Очень скоро в игрушку входило уже 50 различных частей.
30 апреля 1952 года Мистер Картофель стал первой игрушкой, которую рекламировали на телевидении, причём реклама была адресована именно детям. До этого вся игрушечная реклама делалась исходя из родительских интересов. Это «революционный» по тем временам маркетинг привёл к настоящему буму. В первый год было продано больше миллиона комплектов. В 1953 году появилась Миссис Картофель, а чуть позже — братец Спад и Сестричка Ням. Так картофельная семья была полностью укомплектована, и у них появились разные вещицы, которые отражали веяния 1950-х годов: автомобиль, кухонный гарнитур, домашние питомцы. А вот первое картофельное тело появилось только в 1964 году.
В 1960 году правительство потребовало, чтобы фрагменты мистера Картофеля были не такими острыми, а это привело к тому, что воткнуть их в настоящие картофелины стало невозможно. Уже в 1964 году компанию вынудили также включать в комплект и пластиковое тело, потому что маленькие дети могли проглотить мелкие детали и пораниться острыми наконечниками.
В это время «Hasbro» выпустило «Апельсина Оскара» и «Перчика Питера», пластмассовый апельсин и зелёный перец с комплектом сменных деталей, примерно таких же, как у Мистера Картофеля. Появились и женские персонажи — «Морковка Кэтт» и «Огуречная Куки». Но эти овощные друзья вскоре были сняты с производства.
В 1973 году тело картофеля выросло в два раза и поэтому все аксессуары тоже увеличились в размерах. Сделано это было в основном из соображений норм детской безопасности. Эти изменения позволили продавать игрушку и совсем маленьким детям, которые теперь тоже могли менять «подросшим» картофелинам различные части тела. «Hasbro» изменила и диаметр отверстий, что сделало невозможным вставлять части тела в «неправильные» места. Но уже в 1983 году компания поняла свою ошибку и вернула картофелям круглые отверстия, которые снова позволили детям экспериментировать с аксессуарами.
В 1987 году мистер Картофель бросил курить, торжественно передав свою трубку в Вашингтоне главному хирургу страны Эверетту Купу.
Дебют мистера Картофеля в Голливуде состоялся в 1995 году — он получил одну из главных ролей в фильме студии Pixar «История игрушек».
В 2006 году «Hasbro» возобновила продажу наборов аксессуаров без тел для тех поклонников этой игрушки, которые хотят пополнить свои коллекции. С помощью этих наборов любимых «картофелей» можно превратить в Русалочку, Рок-звезду, Пожарного, Санта-Клауса, полицейского, пирата и т. д. В этот же год «Hasbro» запустила линейку «Спортивные картофелины» (англ. «Sports Spuds»), куда входит обычное пластиковое тело (меньше стандартного), которое можно наряжать в форму разнообразные спортивных команд.
В 2010 году впервые за двадцать семь лет привычный облик мистера Картофеля изменился.
В 2024 году впервые за четырнадцать лет привычный облик мистера Картофеля изменился, став более дружелюбным к малышам.